# Campanula hissarica
Campanula hissarica là loài thực vật có hoa trong họ Hoa chuông. Loài này được Kamelin ex Rassulova mô tả khoa học đầu tiên năm 1988.